# Зеда-Сазано
Зеда-Сазано (груз. ზედა საზანო) — село в Грузии, на территории Тержольского муниципалитета края (мхаре) Имеретия.

## География
Село находится в западной части Грузии, на левом берегу реки Дзусы, на расстоянии 6 километров (по прямой) к северо-востоку от города Тержола, административного центра муниципалитета. Абсолютная высота — 215 метров над уровнем моря.

## Население
По результатам официальной переписи населения 2014 года, в Зеда-Сазано проживало 1260 человек (631 мужчина и 629 женщин). В национальной структуре населения грузины составляли 99,6 %, русские — 0,3 %, армяне — 0,1 %.
| Год  | Население, человек |
| ---- | ------------------ |
| 2002 | 1668               |
| 2014 | ↘ 1260             |